# Oaie Cheviot

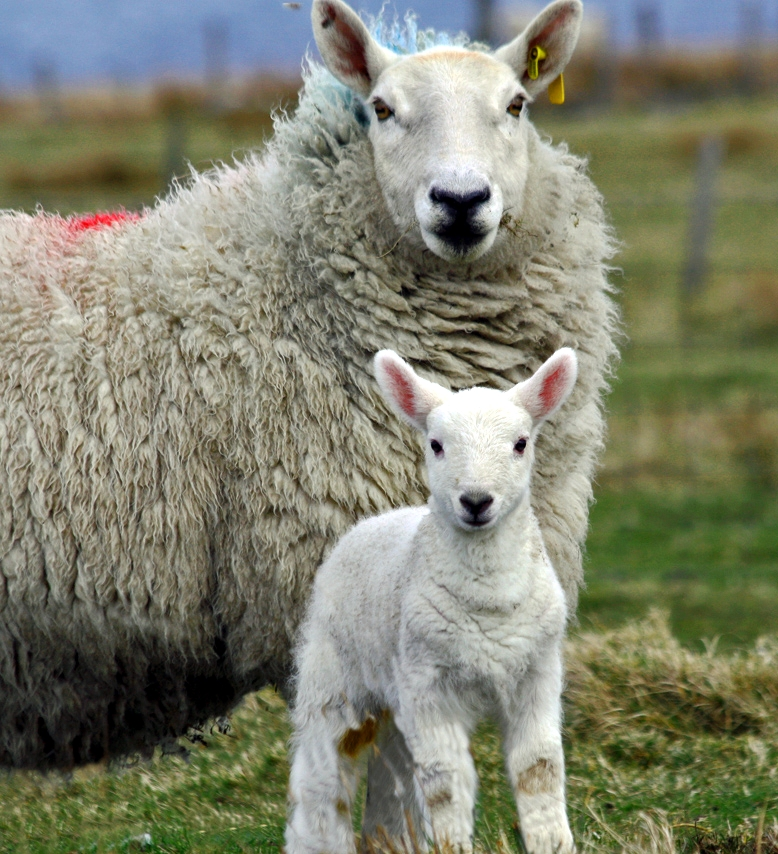
O oaie Cheviot cu miel

Cheviot este o rasă de oi cu fața albă care-și trage numele de la un grup de dealuri din nordul comitatului Northumberland și din regiunea Scottish Borders. Ea este comună în această zonă a Marii Britanii, dar și în nord-vestul  Scoției, în Țara Galilor, în Irlanda și în sud-vestul Angliei (mai ales în comitatele Dartmoor și Exmoor), precum și mai rar în Australia, Noua Zeelandă și Statele Unite ale Americii. Cheviot este o rasă de oaie cu scop dublu, fiind crescută în principal pentru lână și carne.